# Liste der römischen Bauwerke auf antiken Münzen
Die Liste der römischen Bauwerke auf antiken Münzen führt Bauwerke der römischen Antike in chronologischer Reihenfolge auf, die auf den Münzen ihrer Zeit abgebildet wurden. Bauwerke auf Münzen abzubilden, war weitgehend den Römern vorbehalten. In den römischen Provinzen Kleinasiens begann die Abbildung von Gebäuden auf Münzen erst in der Kaiserzeit.
Gezeigt werden Tempel und andere öffentliche Gebäude und Gebäudeteile, wie Foren, Theater, Hafenanlagen, Leuchttürme, Brücken, Aquädukte, Triumphbogen, Säulenmonumente größere Altäre und, wenn auch selten, Brunnengebäude. Seltener sind bauliche Ensembles, wie der Hafen von Ostia Antica auf einem Sesterz des Nero. Ganze Stadtsilhouetten, wie sie im 18. und 19. Jahrhundert gelegentlich auf Talerrückseiten abgebildet werden, finden sich auf antiken Münzen nicht. Ab ca. der Mitte des 3. Jahrhunderts n. Chr. werden noch Tempel auf römischen Münzen abgebildet, es handelt sich dort aber um abstrakte und oftmals auch stark stilisierte Tempel oder Befestigungen. Sie sind üblicherweise keinen konkreten Bauwerken zuzuordnen. Dies gilt mit Ausnahme des Leuchtturms von Alexandria, dem Pharos, auch für die Alexandrinischen Münzen wie zum Beispiel der Abbildung von Pylonen. Allerdings ist es auch bei detailliert erscheinenden Darstellungen von Gebäuden auf Münzen der römischen Zeit nicht möglich, sicher auf ihre tatsächliche architektonische Ausgestaltung zu schließen.

## Münzen der Römischen Republik
- Aqua Marcia, Reiterstandbild auf Aquädukt, Denar des Manius Aemilius Lepidus, 114 oder 113 v. Chr. geprägt (A. 1074)
- Schiffshäuser des Hafens von Ostia, As des Gaius Marcius Censorinus, 88 v. Chr. geprägt (A. 1211)
- Kapitolinischer Tempel, viersäuliger Tempel des Jupiter Optimus Maximus, Denar des Marcus Volteius Marci filius, 78 v. Chr. geprägt (A. 1280), dieser Tempel war 83 v. Chr. einem Brand zum Opfer gefallen. Der Neubau des Jahres 69 v. Chr. ist sechssäulig (A. 1543)
- Tempel des Jupiter Libertas auf dem Aventin, Denar des Gaius Egnatius Maximus, geprägt 75 v. Chr. (A. 1293)
- Basilica Aemilia auf dem Forum Romanum, Denar des Marcus Aemilius Lepidus, geprägt 61 v. Chr. (A. 1339)
- Tempel der Vesta, Rundtempel auf dem Forum Romanum, Denar des Quintus Cassius Longinus, 55 v. Chr. geprägt (A. 1354)
- Villa publica, staatliches Gästehaus und Rekrutierungsbüro, Denar des Publius Fonteius Capito, 55 v. Chr. geprägt (A. 1357)
- Subsellium (Rostra), Rednertribüne auf dem Forum Romanum, Denar des Lucius Lollius Palicanus, geprägt 45 v. Chr. (A. 1460)
- Pharos von Messina, erinnert an den Seesieg des Gnaeus Pompeius Magnus über Octavian vor Bruttium, geprägt 42–36 v. Chr. (A. 1559)
- Heiligtum der Venus Cloacina, Denar des Marcus Aemilius Lepidus (Triumvir), 42 v. Chr. geprägt (A. 1603)
- Neptuntempel auf dem südlichen Marsfeld, Denar des Gnaeus Domitius Ahenobarbus, geprägt 41 v. Chr. (A. 1647)

Bildergalerie von Münzen der Römischen Republik mit Bauwerken
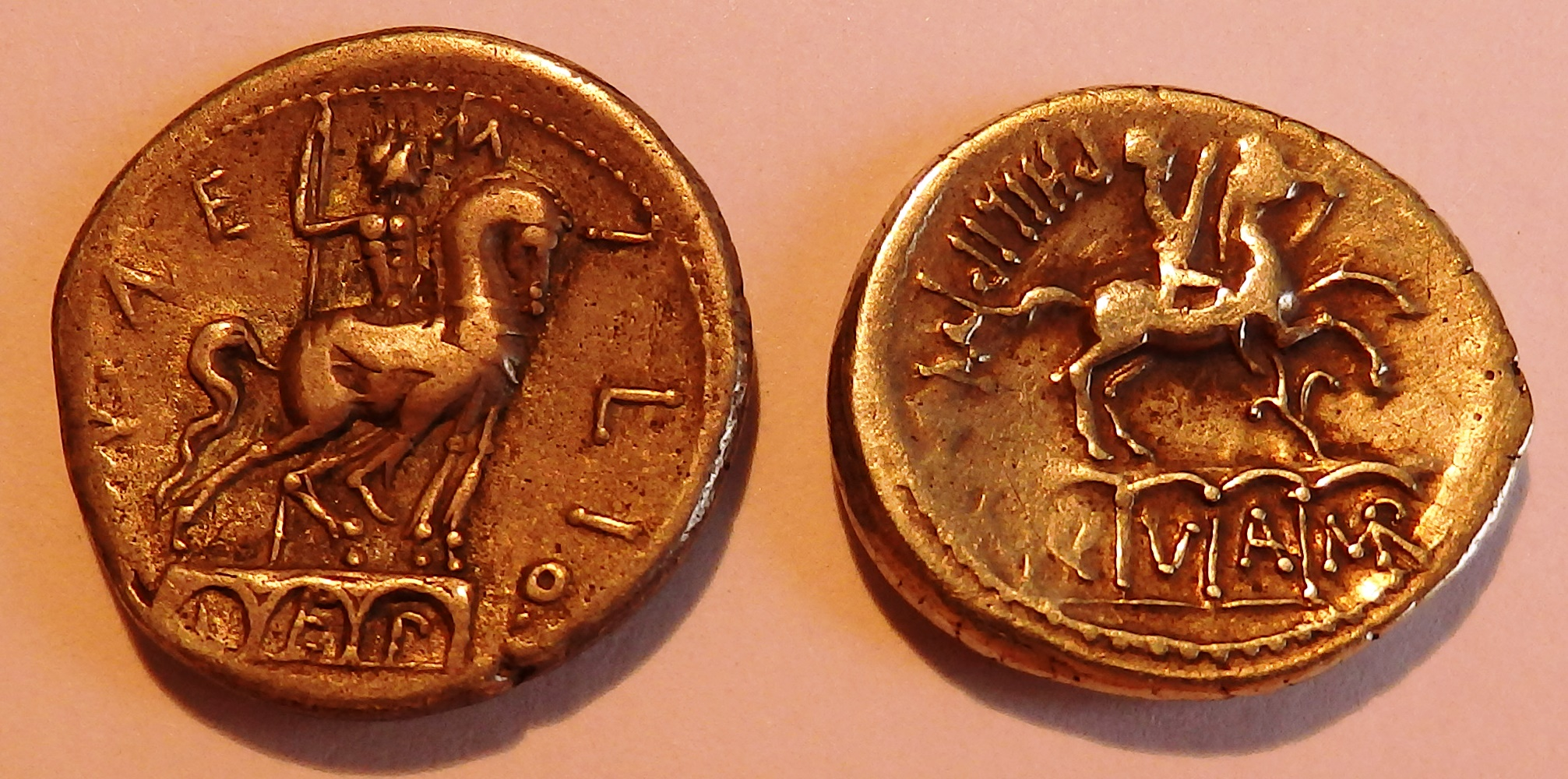
Aqua Marcia
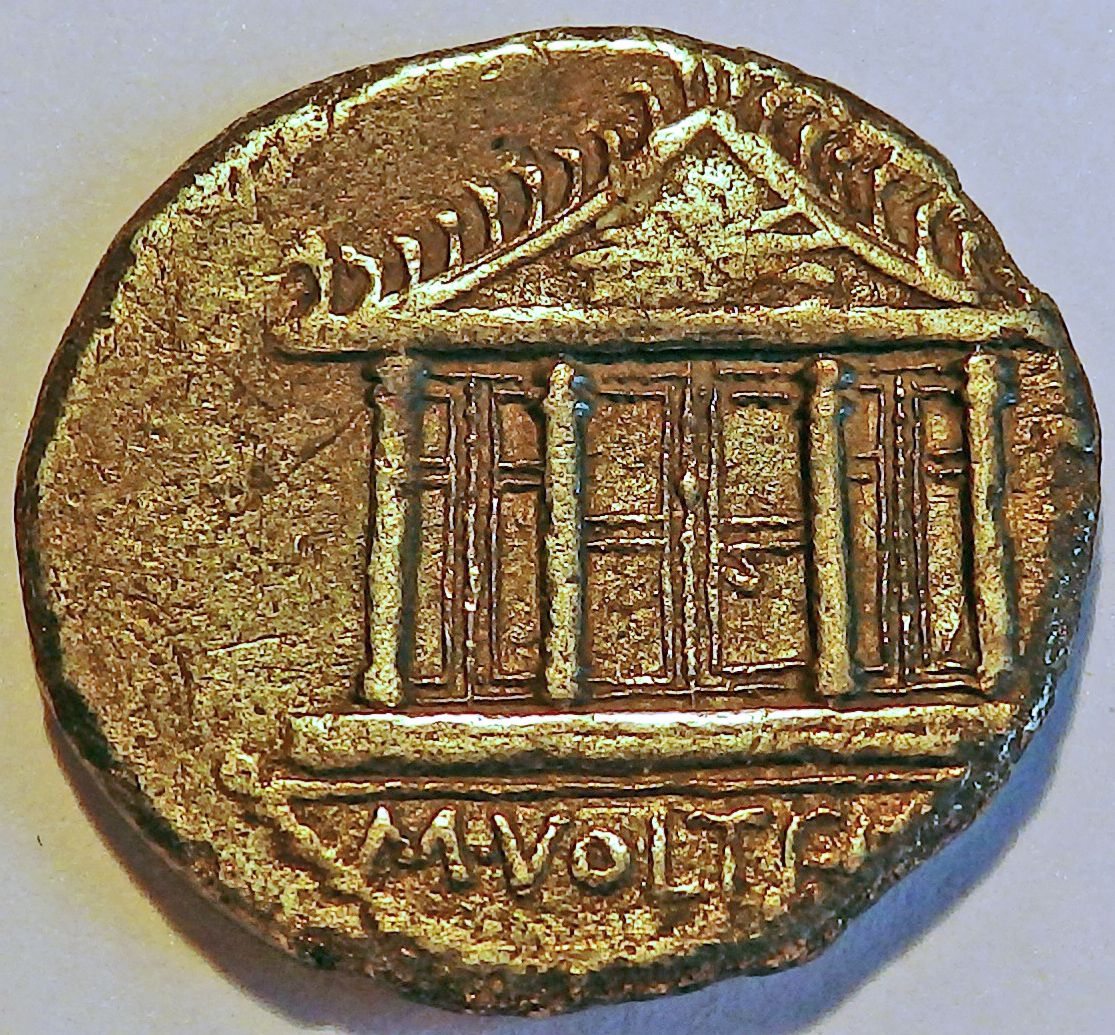
Tempel des Jupiter Optimus Maximus
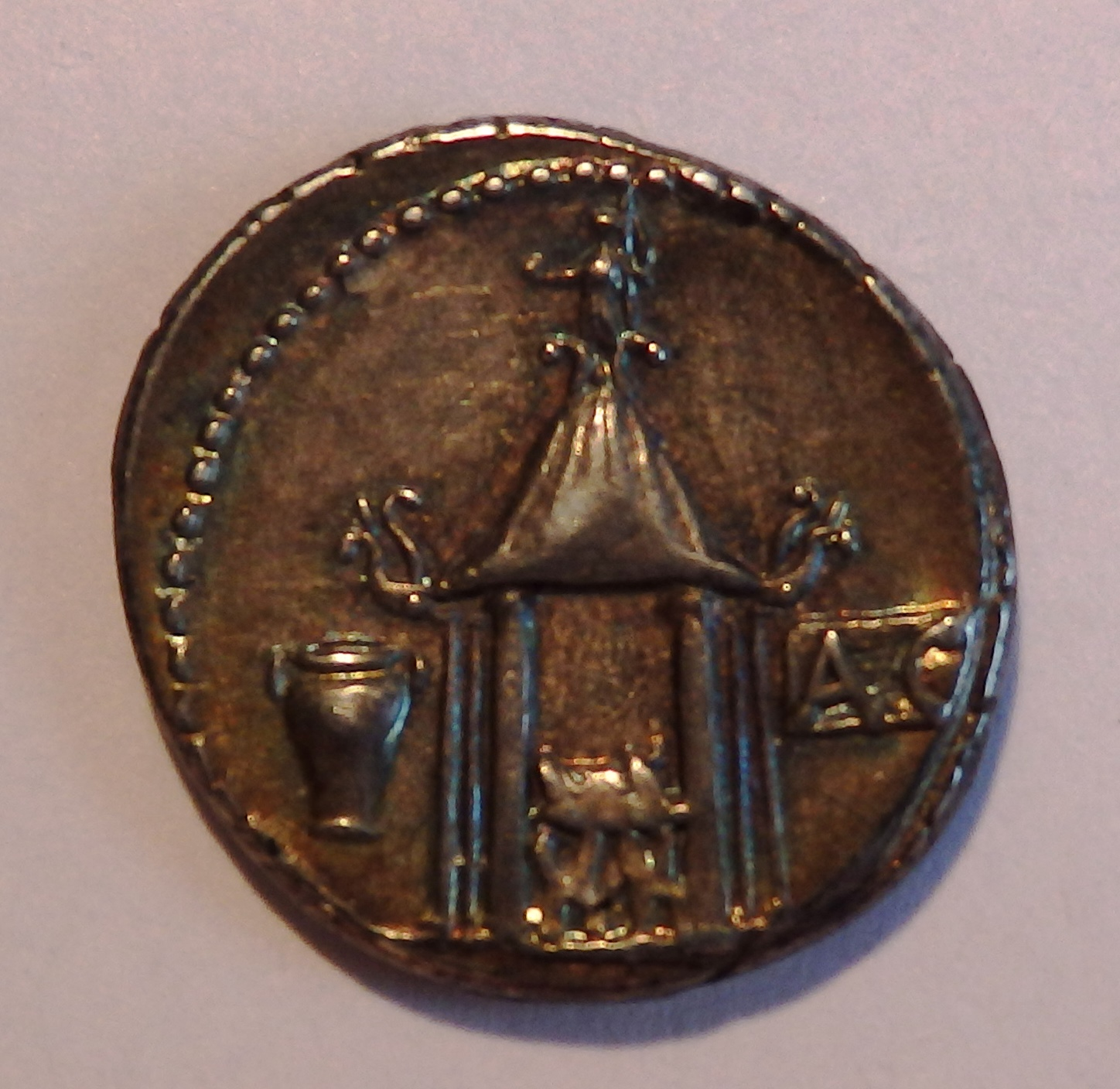
Tempel der Vesta
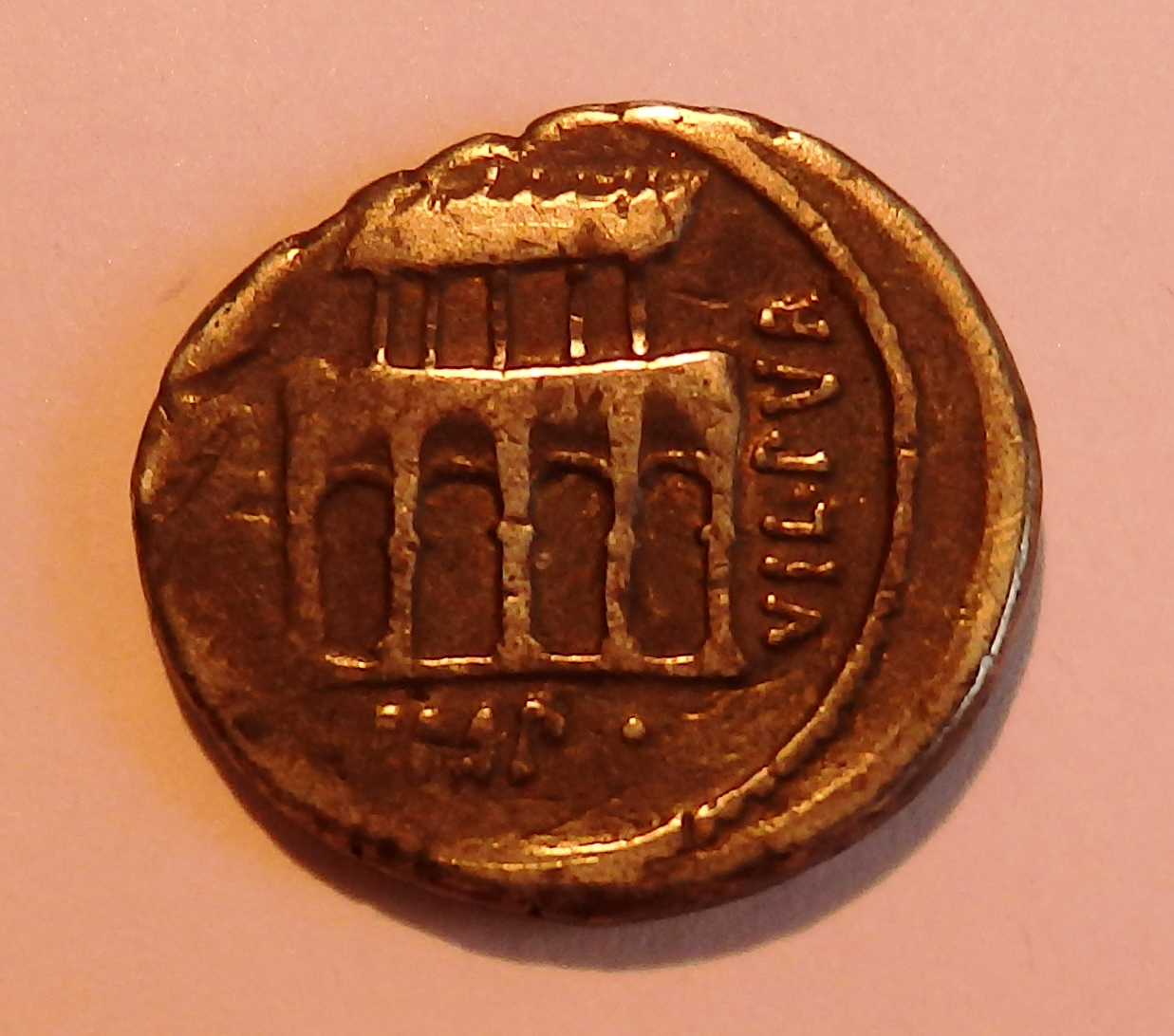
Villa publica
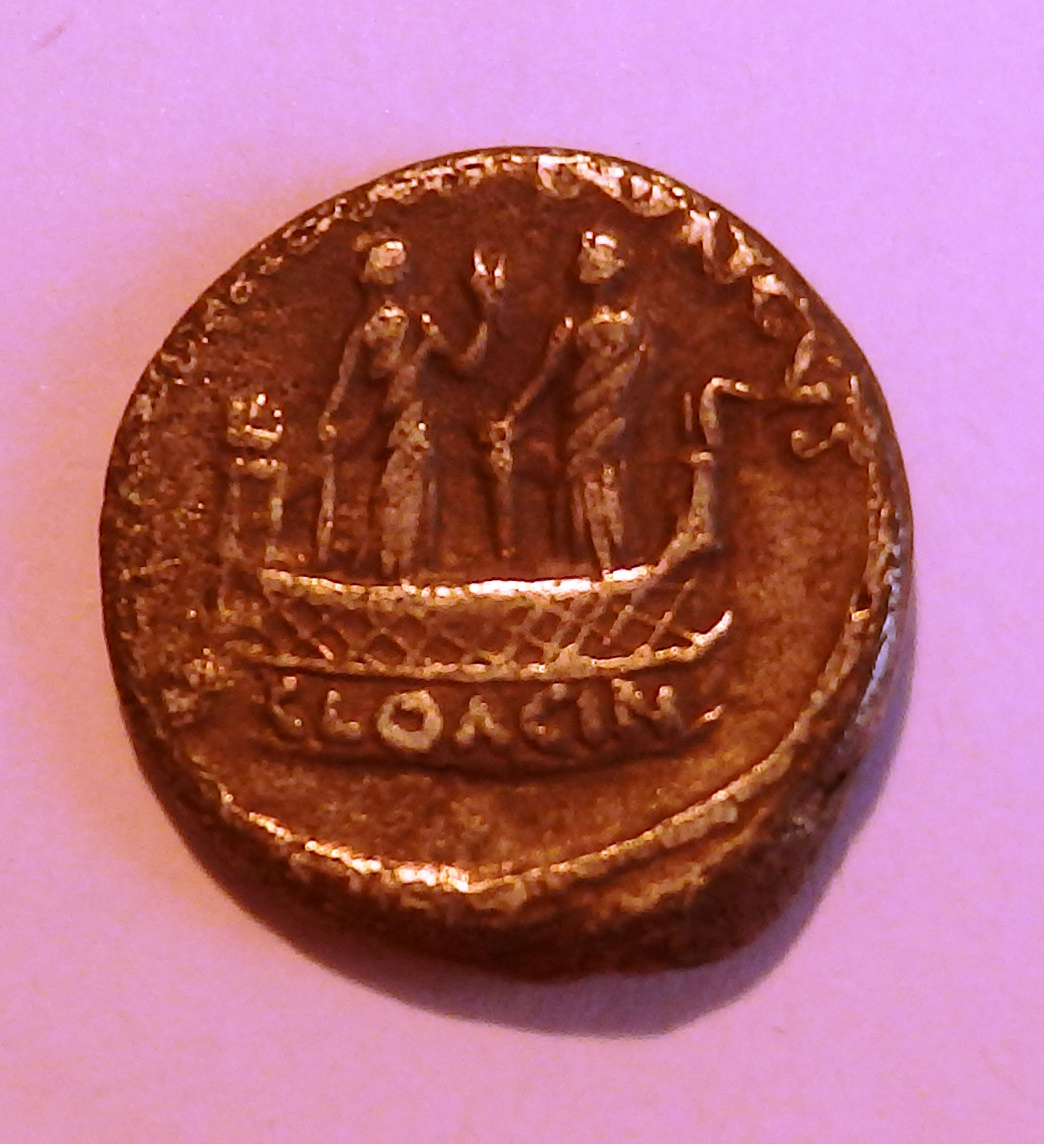
Das Heiligtum der Venus Cloacina auf einem römischen Denar, 42 v. Chr., Crawford 494/42b
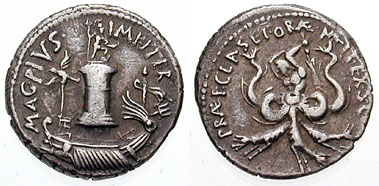
Pharos von Messina

## Münzen der römischen Kaiserzeit
Die großen Bauprogramme der frühen Kaiserzeit bis zu den Adoptivkaisern, insbesondere unter Trajan, spiegeln sich auch auf den Rückseiten der römischen Münzen wider. Das zunehmende Fehlen von Bauwerken in Rom auf den Münzen seit der Zeit der Soldatenkaiser ist auch darauf zurückzuführen, dass sie hauptsächlich vor Ort mit der Grenzsicherung und der Bekämpfung von Gegenkaisern beschäftigt waren. Manche Kaiser dieser Zeit waren nie in Rom und konnten sich nicht um die weitere städtebauliche Entwicklung kümmern.
- Curia Iulia, Denar des Octavian (Km 2.23)
- Actiumbogen, Denar des Octavian auf den Sieg von Actium (Km 2.25)
- Altar von Lugdunum, Denar des Tiberius (Km 5.13)
- Concordia-Tempel (Rom) (Km 5.15)
- Janustempel, Sesterz des Nero (Km 14.34)
- Macellum, Dupondius des Nero (Km 14.33)
- Hafen von Ostia Antica aus der Vogelperspektive, Sesterz des Nero (Km 14.40)
- Kolosseum, flavisches Amphitheater, Sesterz des Titus (Km 22.90)
- Trajansforum, Aureus des Trajan (Km 27.12)
- Trajanssäule, Denarius des Trajan (Km 27.62)
- Aqua Traiana, Sesterz des Trajan mit Flussgott, der in Aquädukt lagert (Km 27.107)
- Basilica Ulpia, Sesterz des Trajan mit der Fassade der Basilika Ulpia (Km 27.108)
- Hafenanlagen mit Lagergebäuden, Sesterz des Trajan (Km 27.110), hierbei handelt es sich um die detailreichste Wiedergabe eines antiken Hafens auf einer römischen Münze[4]
- Donaubrücke, Sesterz des Trajan (Km 27.116)
- Jupitertempel, Dupondius des Trajan (Km 27.119)
- Antoninus-Pius-Säule aus Konsekrationssesterz (Km 35.319), geprägt unter Marcus Aurelius
- Tempel des Antoninus Pius und der Faustina (Km 36.25)
- Tempel des Merkur, Sesterz des Mark Aurel (Km 37.216)
- Circus Maximus, Sesterz des Caracalla (Km 51.171)
- Tempel der Iuno Martialis, Sesterz des Trebonianus Gallus (Km 83.35)
- Milvische Brücke, Kleinbronzemünze während der Constantinischen Dynastie (Km 137.5)

Bildergalerie von Münzen der römischen Kaiserzeit mit Bauwerken
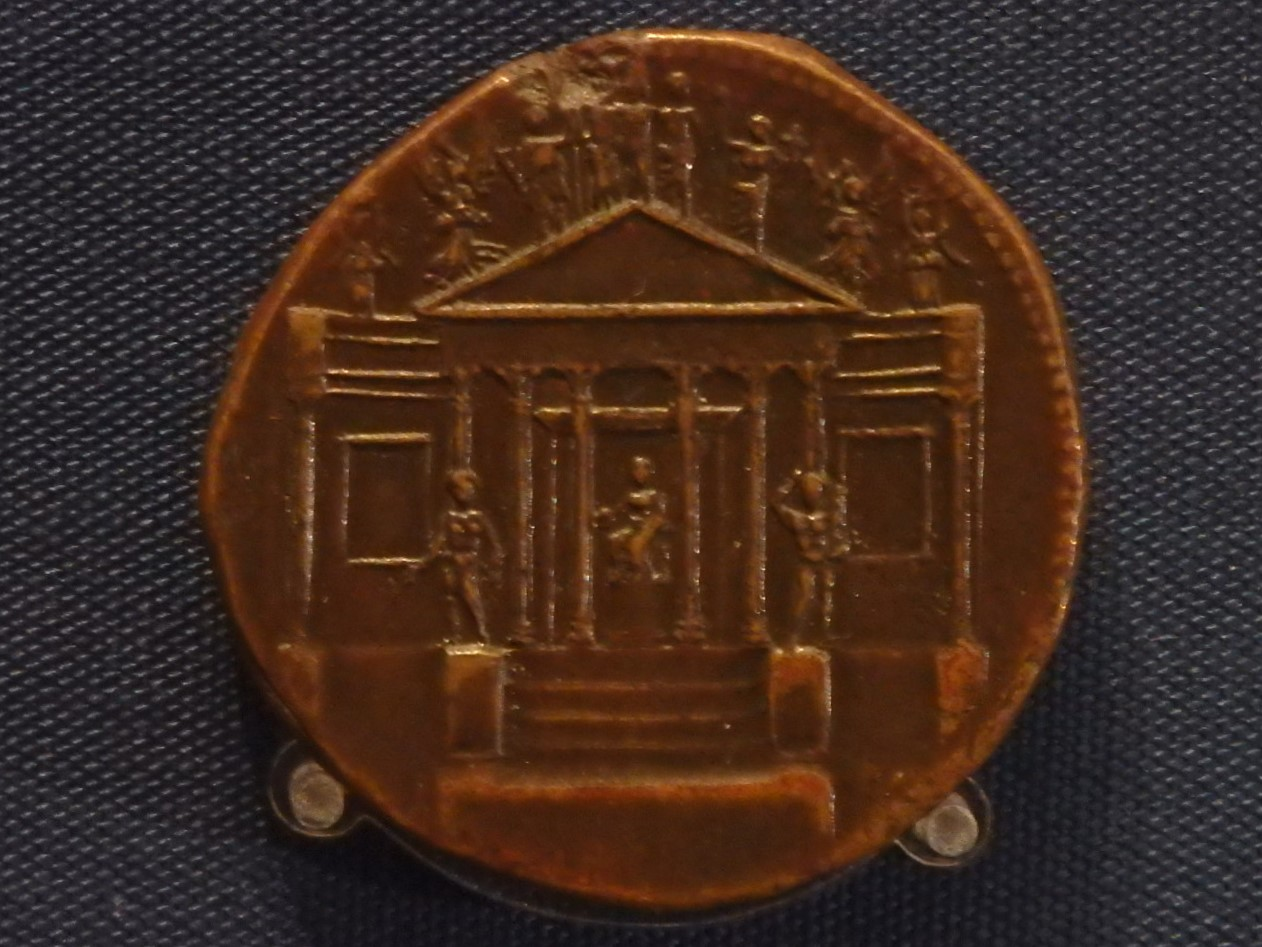
Concordia-Tempel (Rom) auf Sesterzrückseite
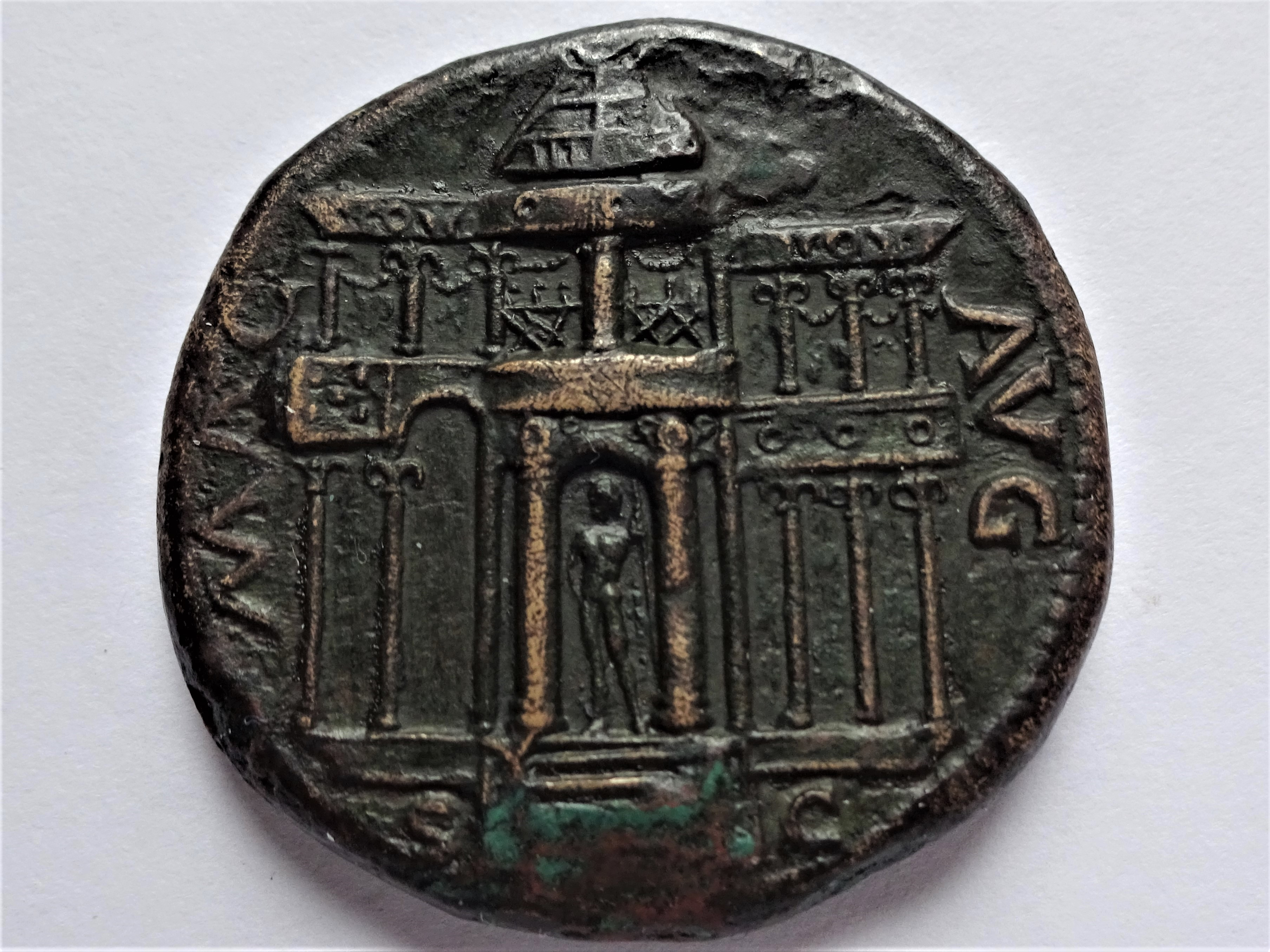
Macellum in Rom auf Dupondius Kaiser Neros, Kampmann Nr. 14.33
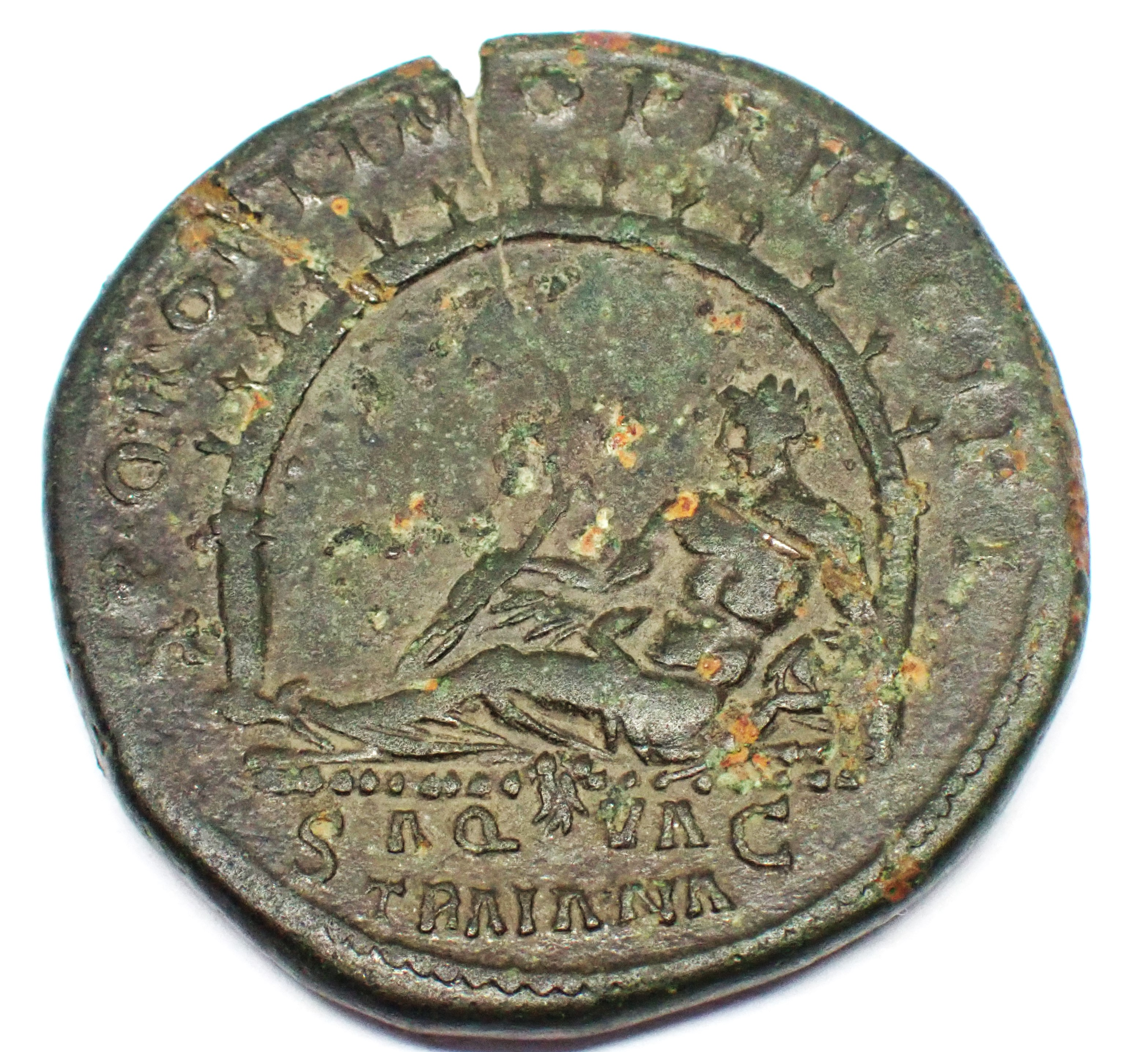
Sesterz des Trajan, Flussgott in Aqua Traiana, Kampmann 27.107
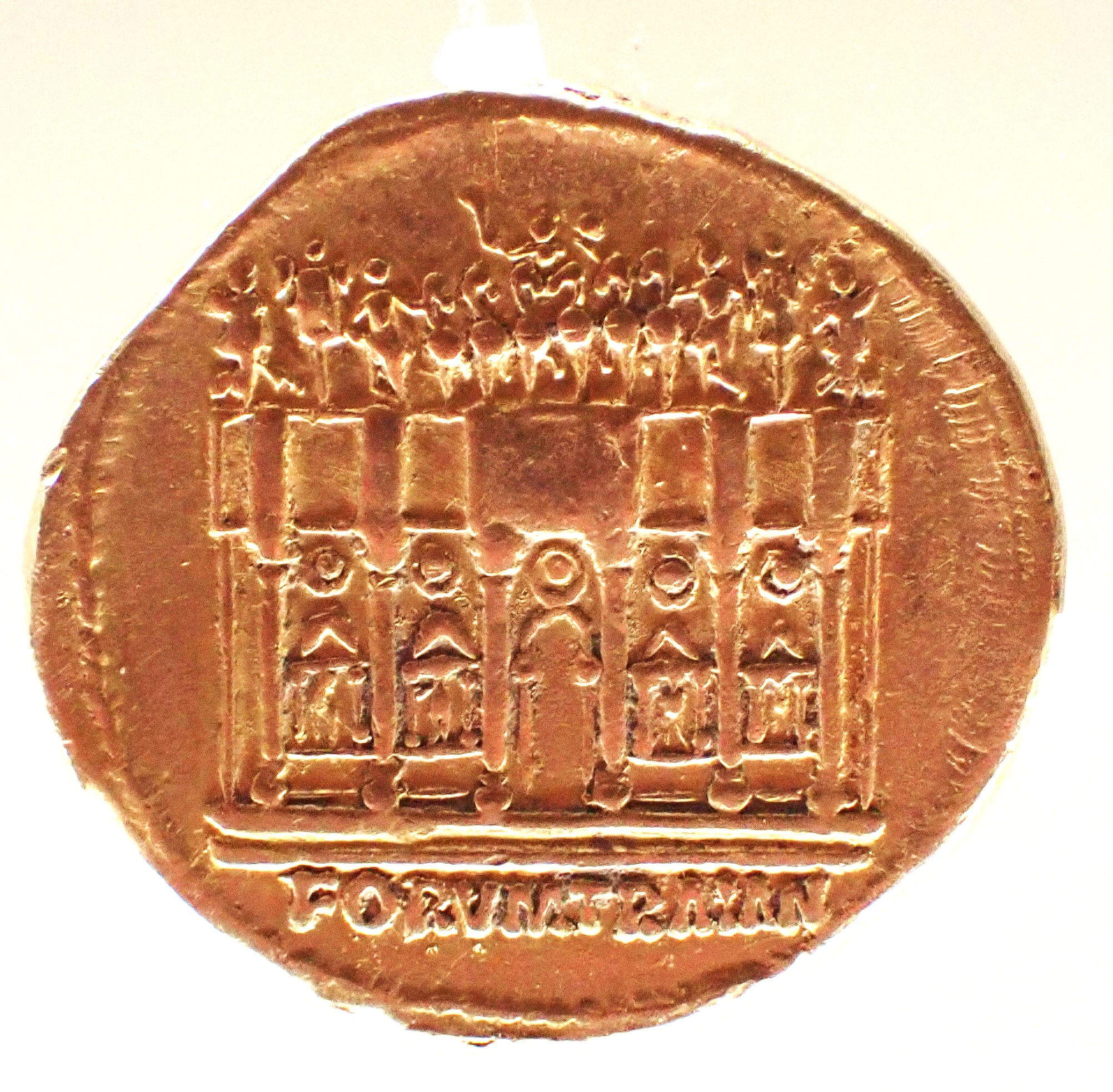
Aureus des Trajan, Numismatisches Museum Athen, Kampmann 27.12
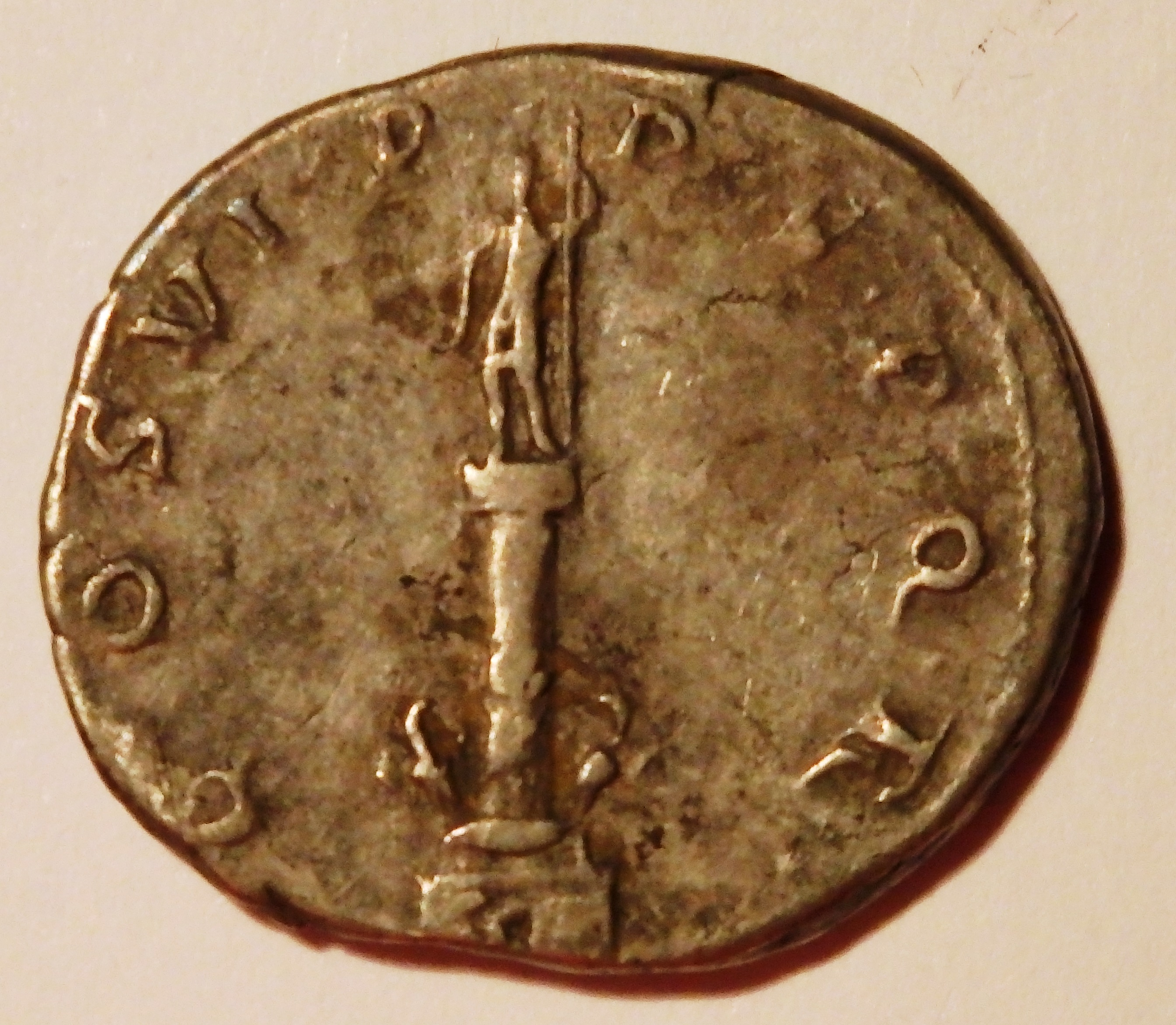
Trajanssäule auf Denarrückseite Kaiser Trajans
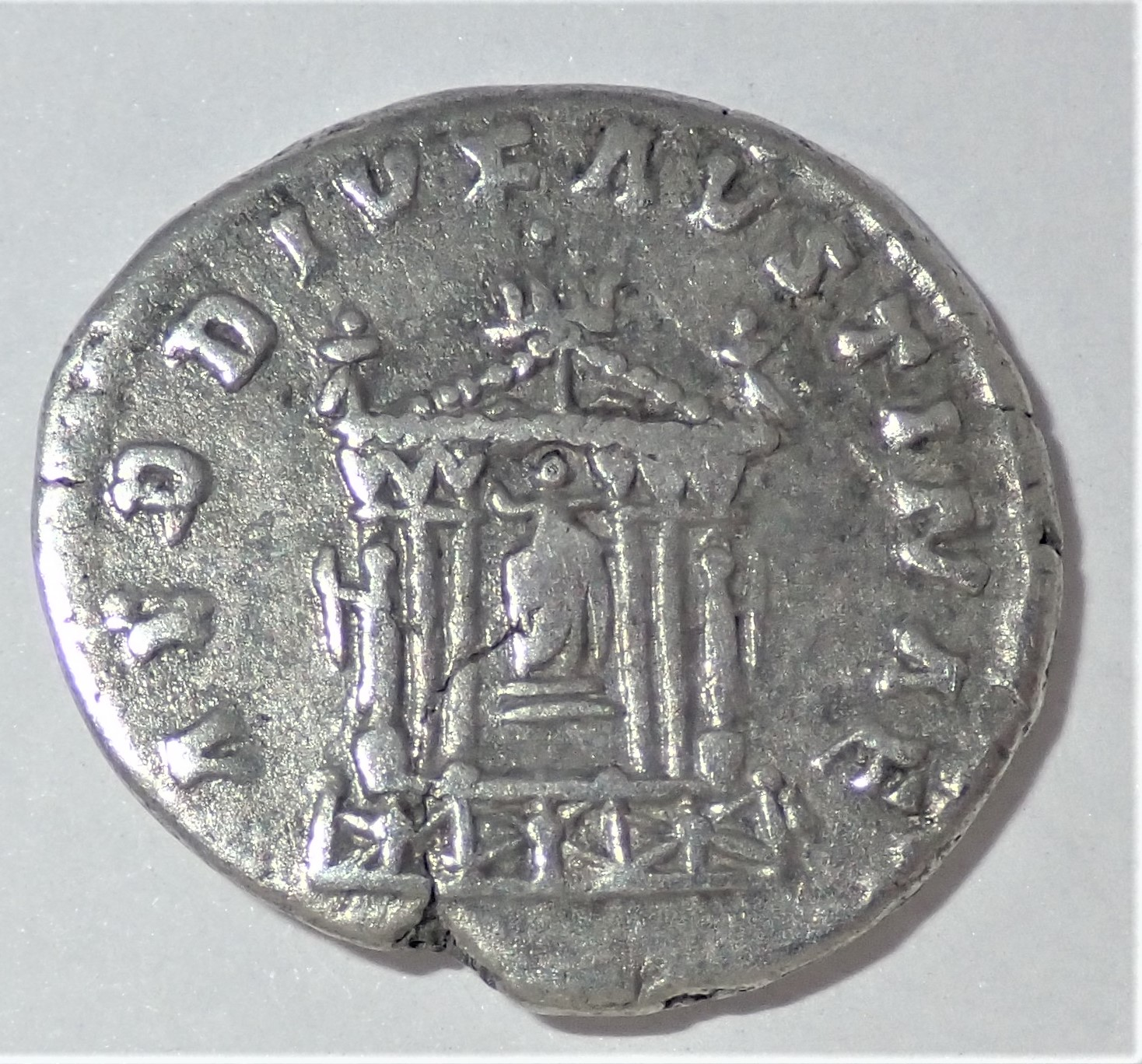
Tempel des Antoninus Pius und der Faustina, darin Sitzstatue der Faustina, Forum Romanum, Kampmann 36.25
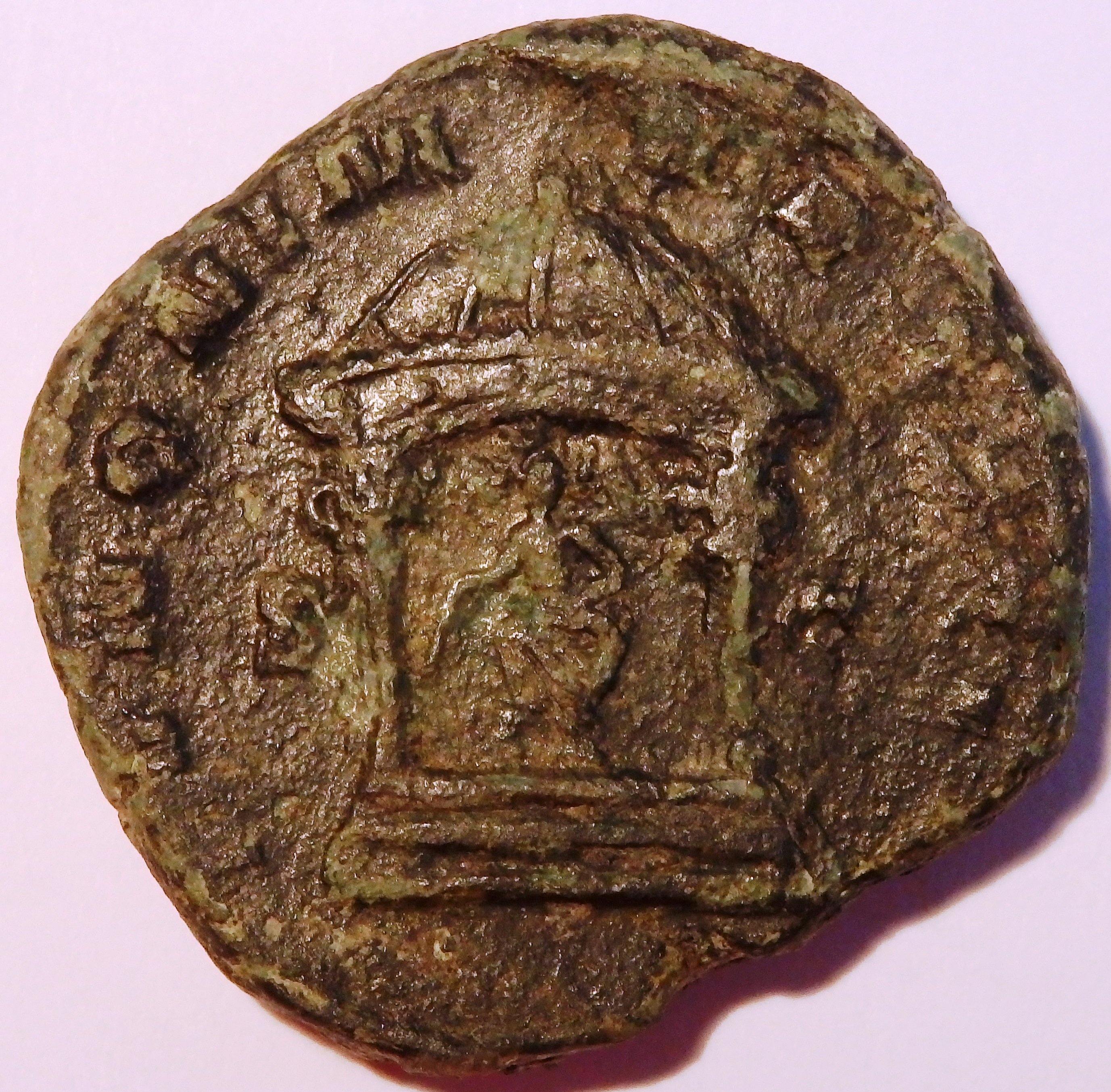
Tempel der Iuno Martialis auf Sesterz des Trebonianus Gallus, Kampmann 83.35
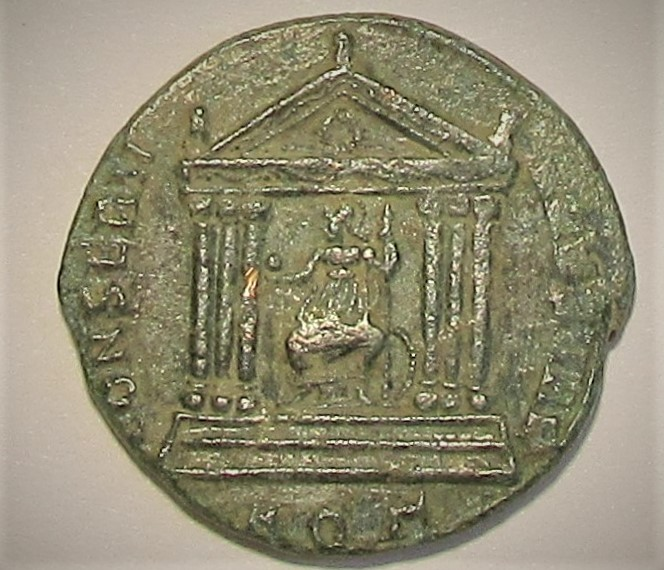
Roma-Tempel auf Bronzemünze des Maximian, Kampmann 120.96
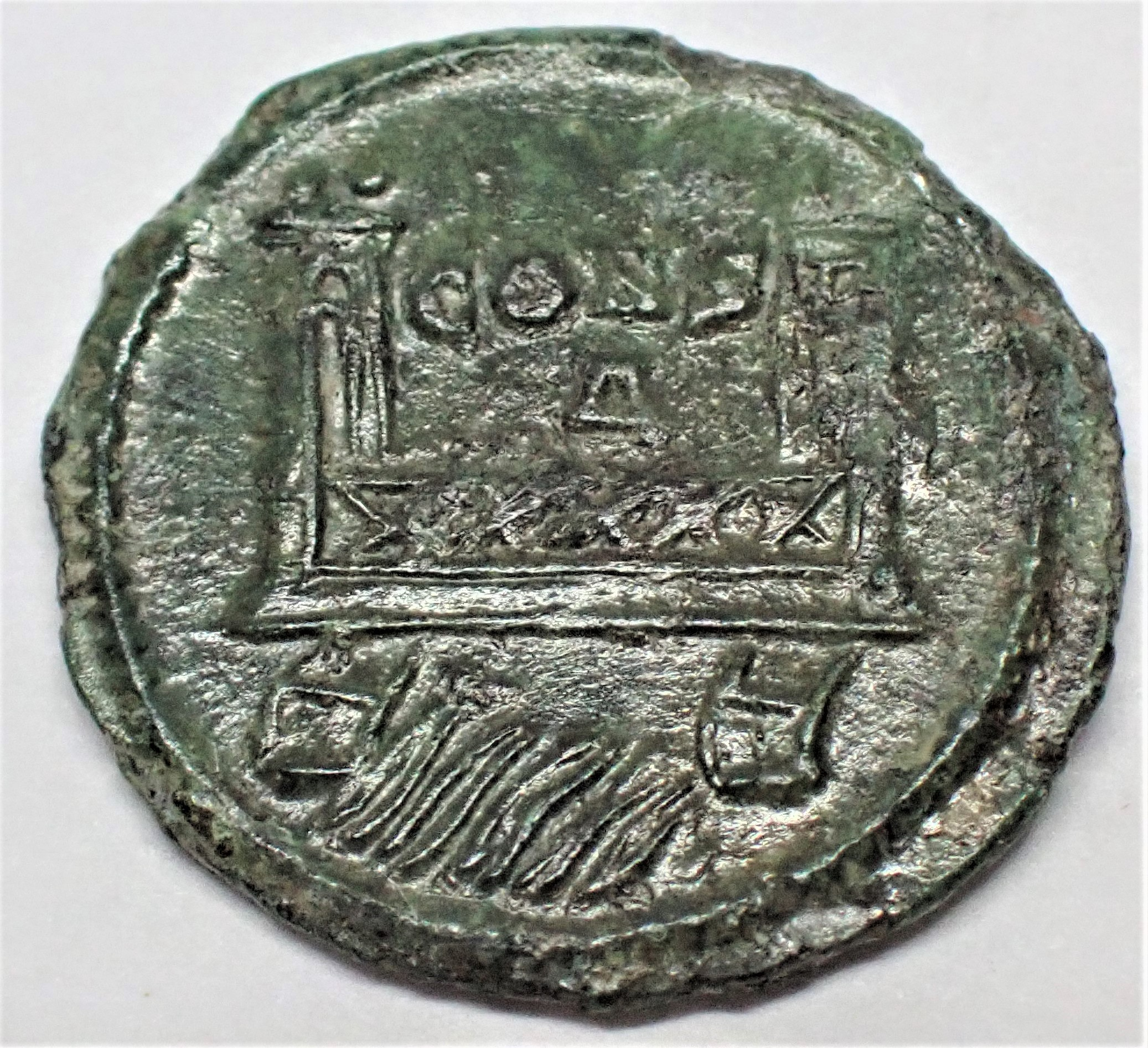
Milvische Brücke auf Bronzemünze der Constantinischen Dynastie, Kampmann 137.5

## Römische Provinzialprägungen
Die sich im 3. Jahrhundert verstärkenden kriegerischen Auseinandersetzungen mit germanischen Stämmen und dem Perserreich veranlassten viele Städte im römischen Herrschaftsgebiet Stadtmauern zu errichten oder auszubauen. Die kleinasiatischen Städte prägten daraufhin auch ihre Stadttore als Motiv auf die Rückseiten ihrer lokalen Bronzemünzen. Sehr viel häufiger werden Tempel gezeigt, meist viersäulig, aber auch zwei bis zehnsäulig, gelegentlich mit der Statue einer Gottheit im Tempel. Gelegentlich werden auch Ensembles von Tempelarealen oder der Gebäudekomplex auf einer Akropolis abgebildet.
- Stadttor von Nicopolis ad Istrum (Mösien) auf Bronzemünze der Stadt zur Zeit des Kaisers Elagabal (Varbanov 3139 var.)
- Nymphaion von Nicopolis ad Istrum, auf Bronzemünze des Kaisers Septimius Severus
- Stadttor von Augusta Traiana (Thracia) auf Bronzemünze der Stadt zur Zeit des Kaisers Septimius Severus (Varbanov vgl. 962)
- die Akropolis mit dem Parthenon auf Bronzemünze Athens in der Zeit zwischen Hadrian und Antoninus Pius (Sear GIC Attica 4855)
- stilisiertes Labyrinth auf Bronzemünze von Knossos (Kreta) (Sear Augustus GIC 41)
- Ensemble von drei Tempeln auf großen Bronzemünzen aus Pergamon (Sear GIC Caracalla 2534, Severus Alexander 3296)
- die oktogonal und geschlossen dargestellte Stadtmauer von Nicea (Bithynien) mit zwei gegenüber liegenden Stadttoren (Sear GIC Macrianus 4730, Quietus 4733)
- Forum aus Vogelperspektive auf großer Bronzemünze aus Laodikeia am Lykos (Sear GIC 2592)
- sechsbogige Brücke über den Mäander auf großer Bronzemünze aus Antiochia am Mäander (Sear Gallienus 4568)
- Pharos von Alexandria, z. B. auf AE des Hadrian (Kampmann/Ganschow 32.557 und 589 und 690). Hierbei handelt es sich zwar um einen in hellenistischer Zeit gebauten Leuchtturm, der aber auch in römischer Zeit genutzt wurde.
- Der Serapistempel von Marcianopolis in Moesia auf einer Bronzemünze zur Zeit Gordians III. (Varbanov GIC 4228)
- der Tychetempel von Antiochia am Orontes auf 8 Assariamünze zur Zeit des Volusianus (McAlee 1192/3)
- ein viersäuliger Tempel oder Stadttor mit einer Silenusstatue unter zentralem Bogen auf Bronzemünze aus Berytus (Sear 3111)

Nur im weiteren Sinne zu den römischen Provinzialprägungen gehören die Münzen, die zur Zeit des Bar Kochba Aufstandes geprägt wurden, von denen einige den Tempel von Jerusalem zeigen (Sear 5647–5651).

Bildergalerie von römischen Provinzialprägungen mit Bauwerken
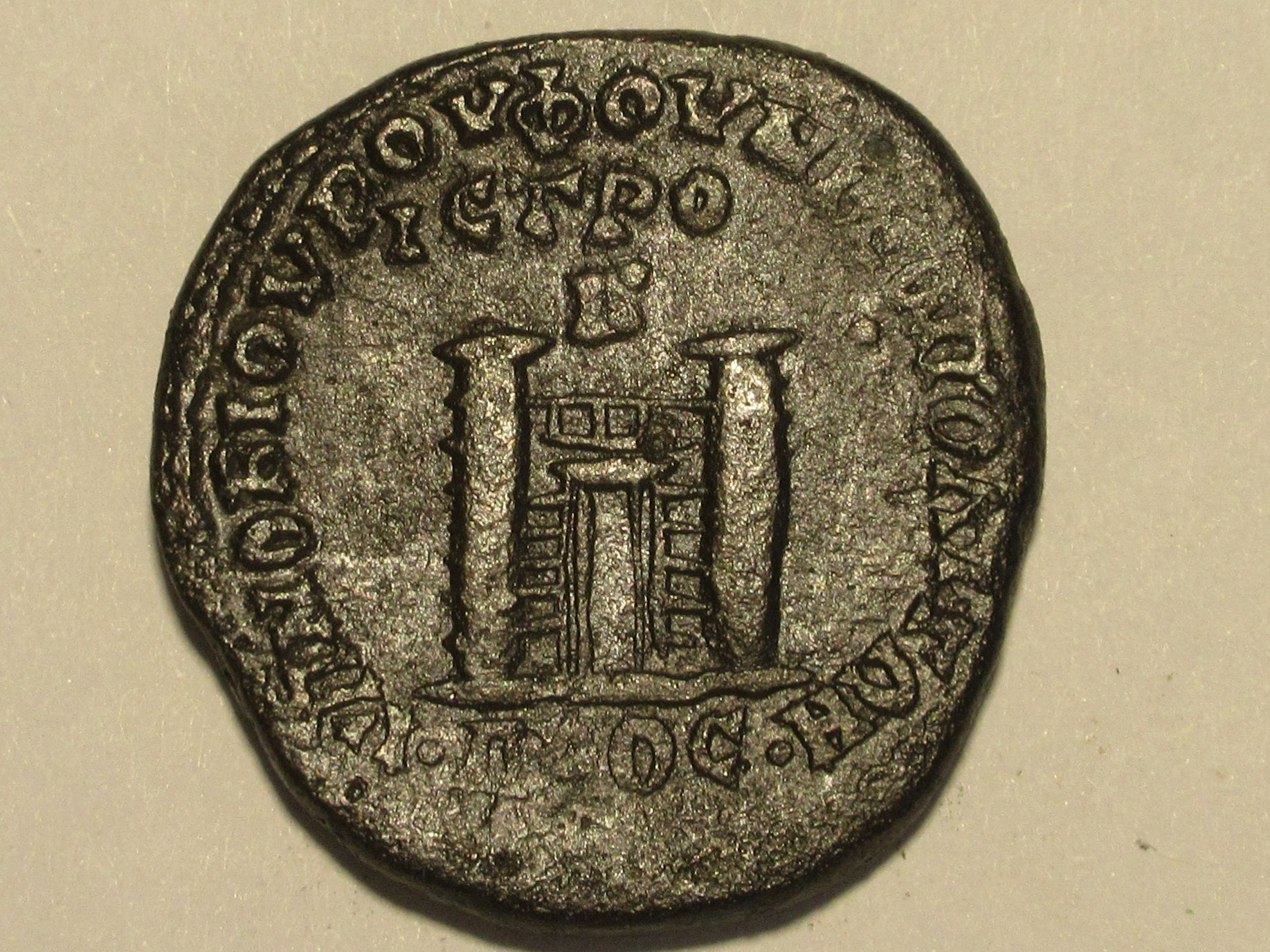
Stadttor von Nicopolis ad Istrum mit offenen rechteckigen Durchgang
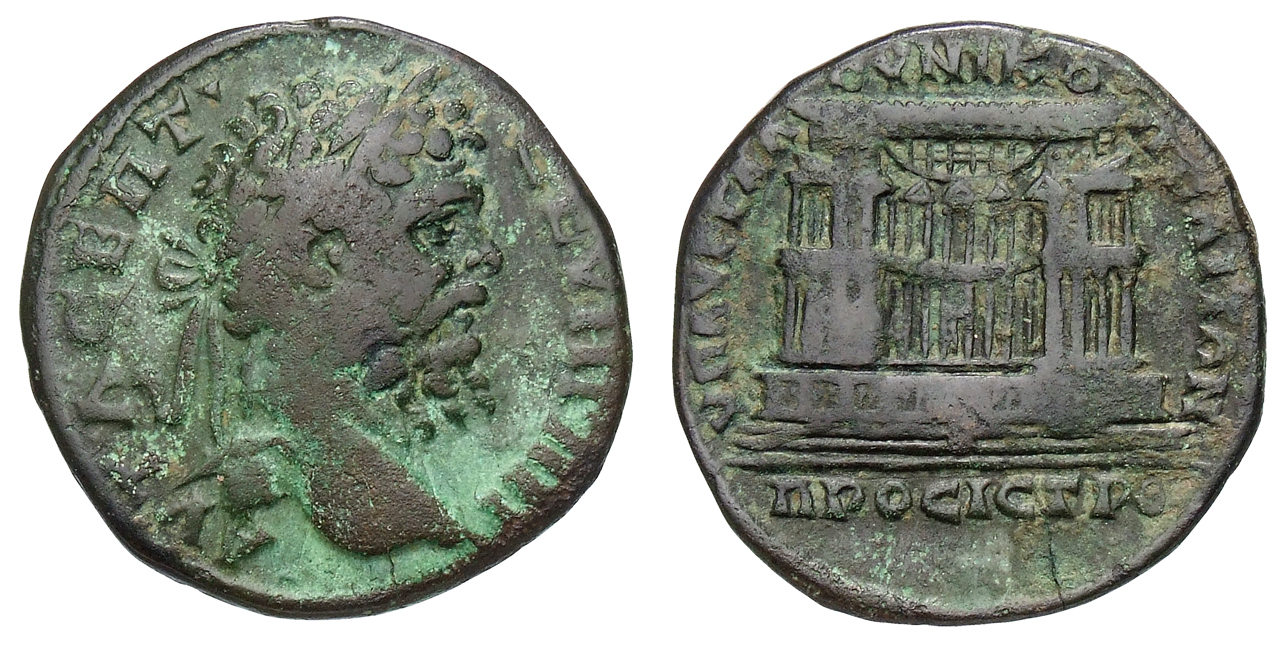
Nymphaion von Nicopolis ad Istrum auf Münze des Septimius Severus
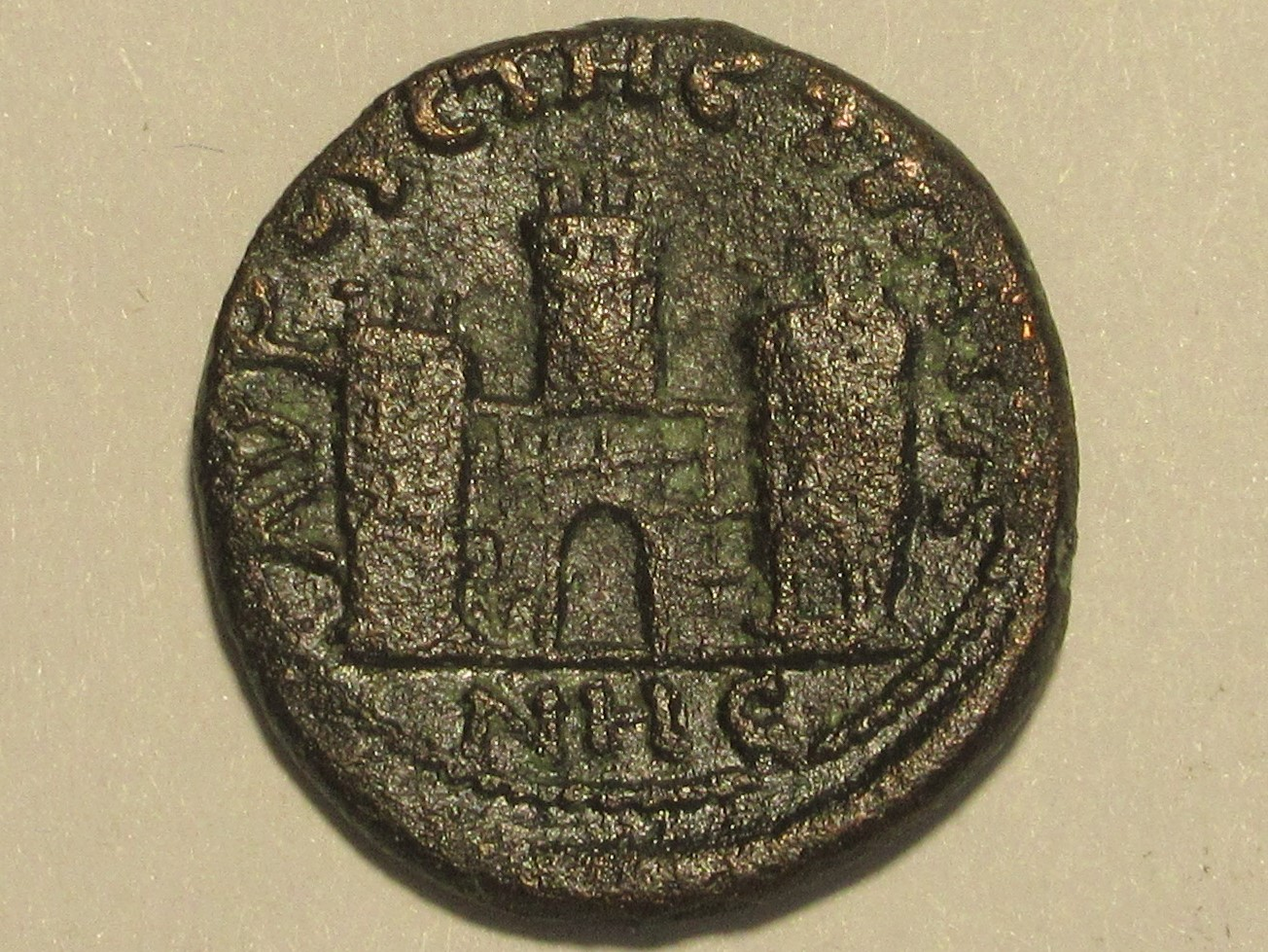
Stadttor von Augusta Traiana mit drei Türmen
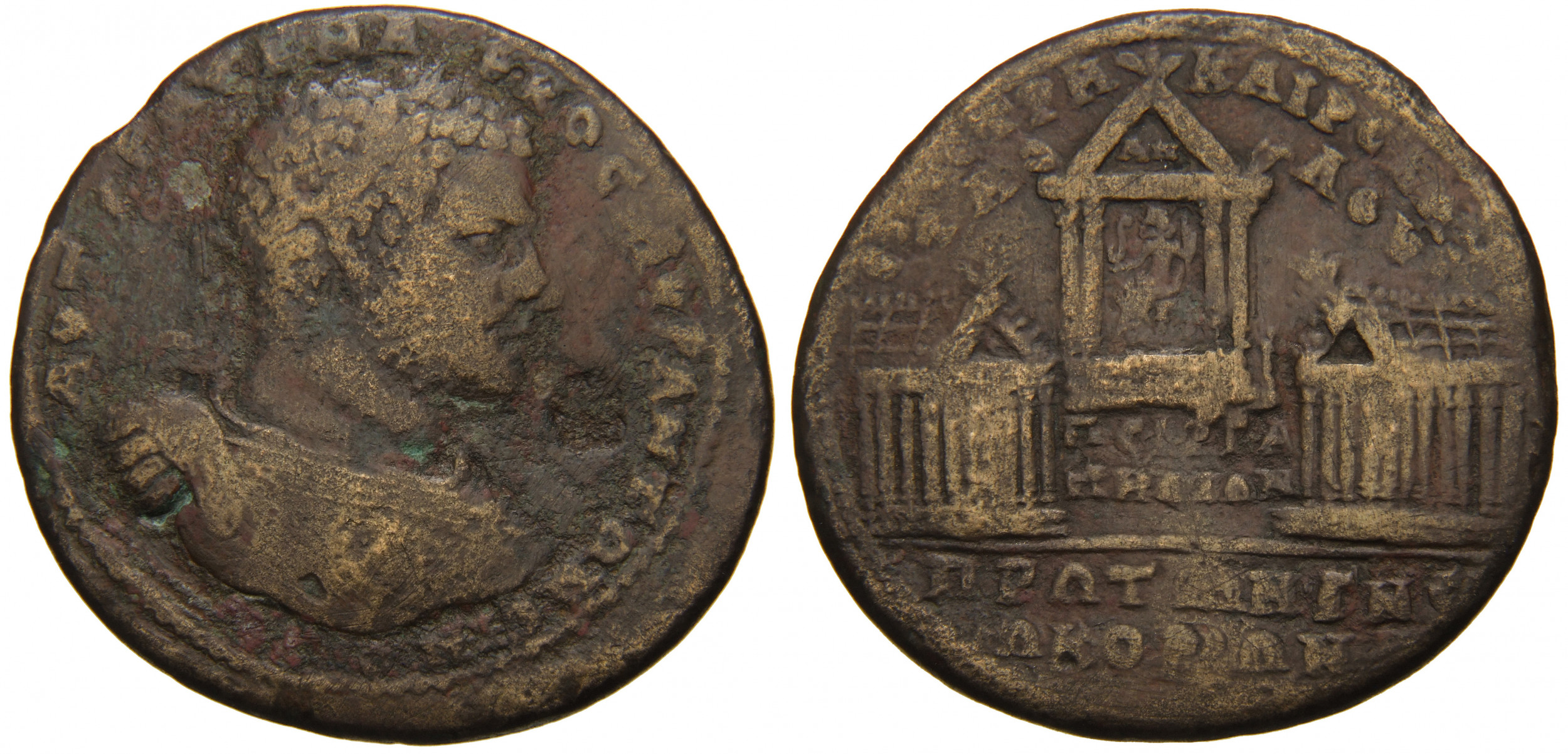
Tempelensemble von Pergamon
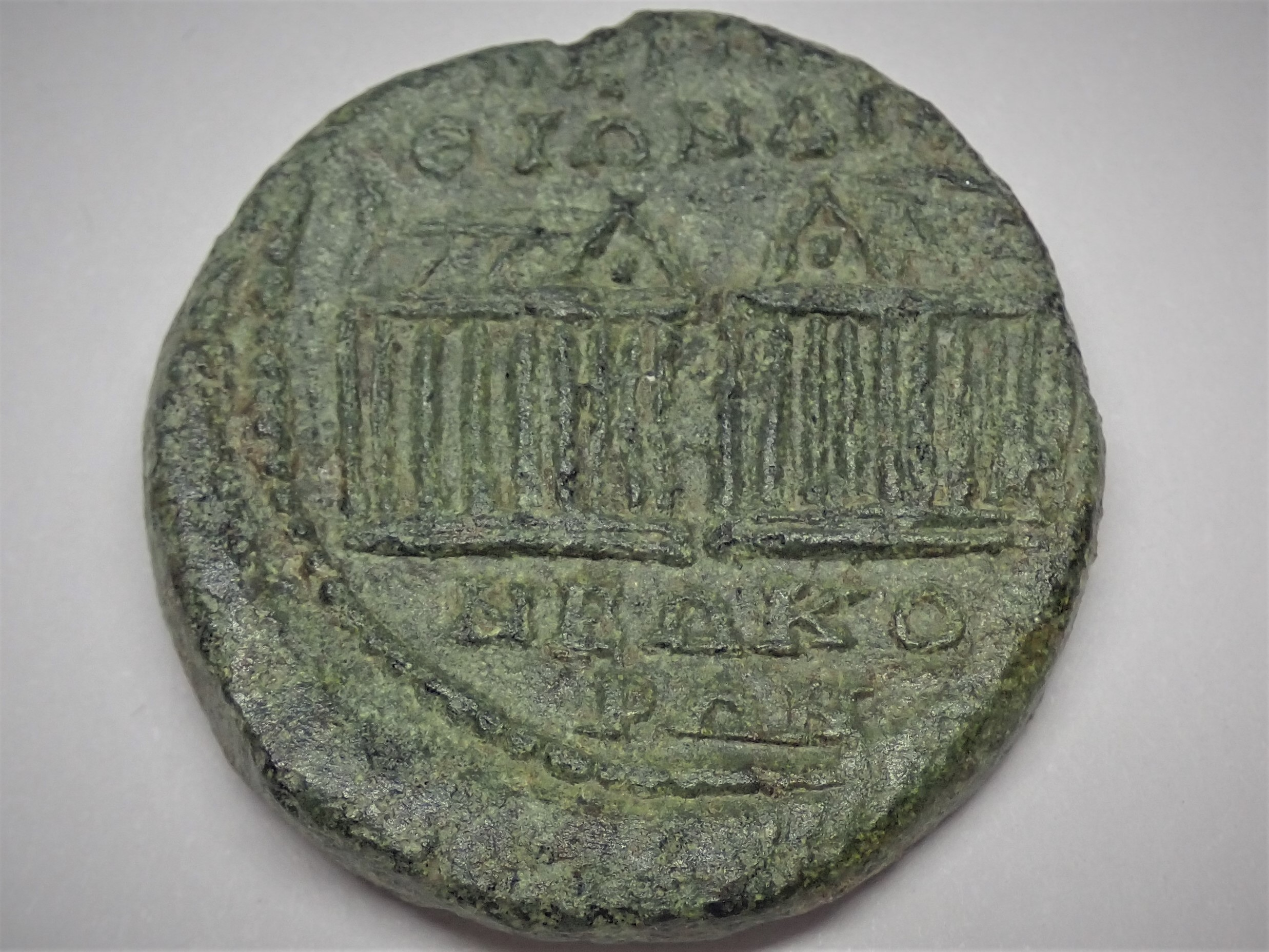
Akropolis von Perinth auf Bronzemünze zur Zeit des Kaisers Gallienus
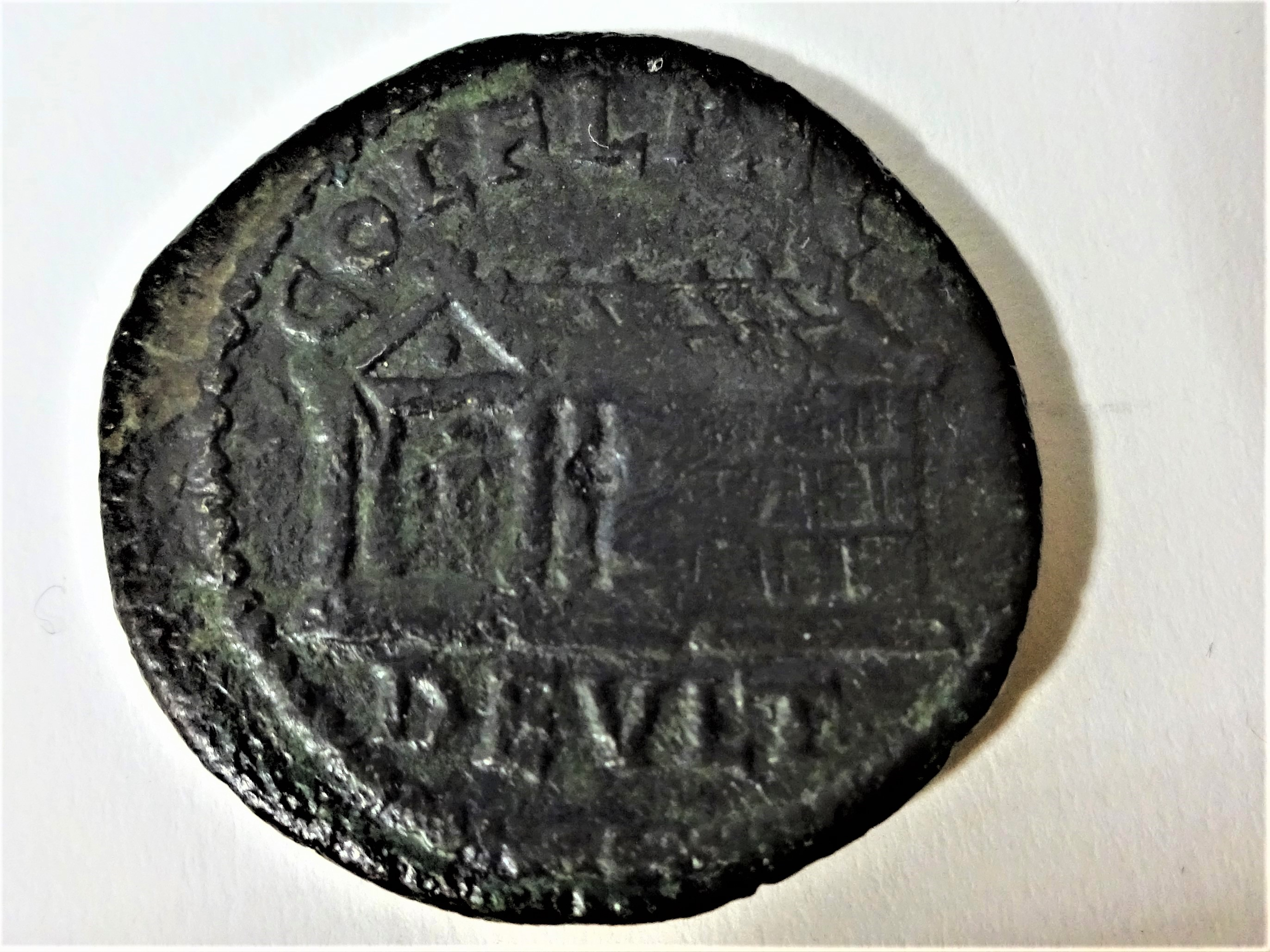
Aphroditetempel von Deultum zur Zeit Gordians III.
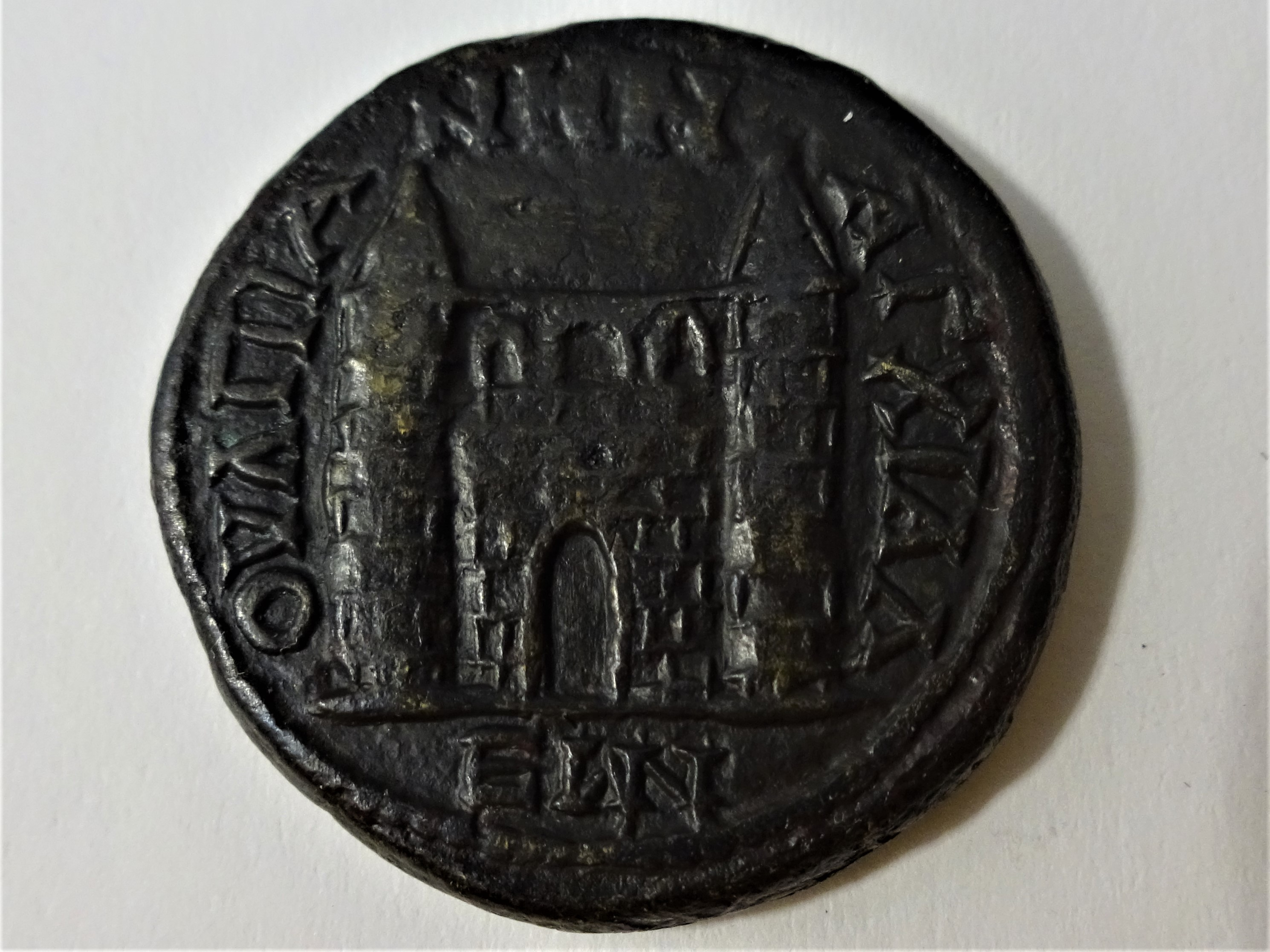
Stadttor von Pomorie (Anchialus) zur Zeit des Gordian III.
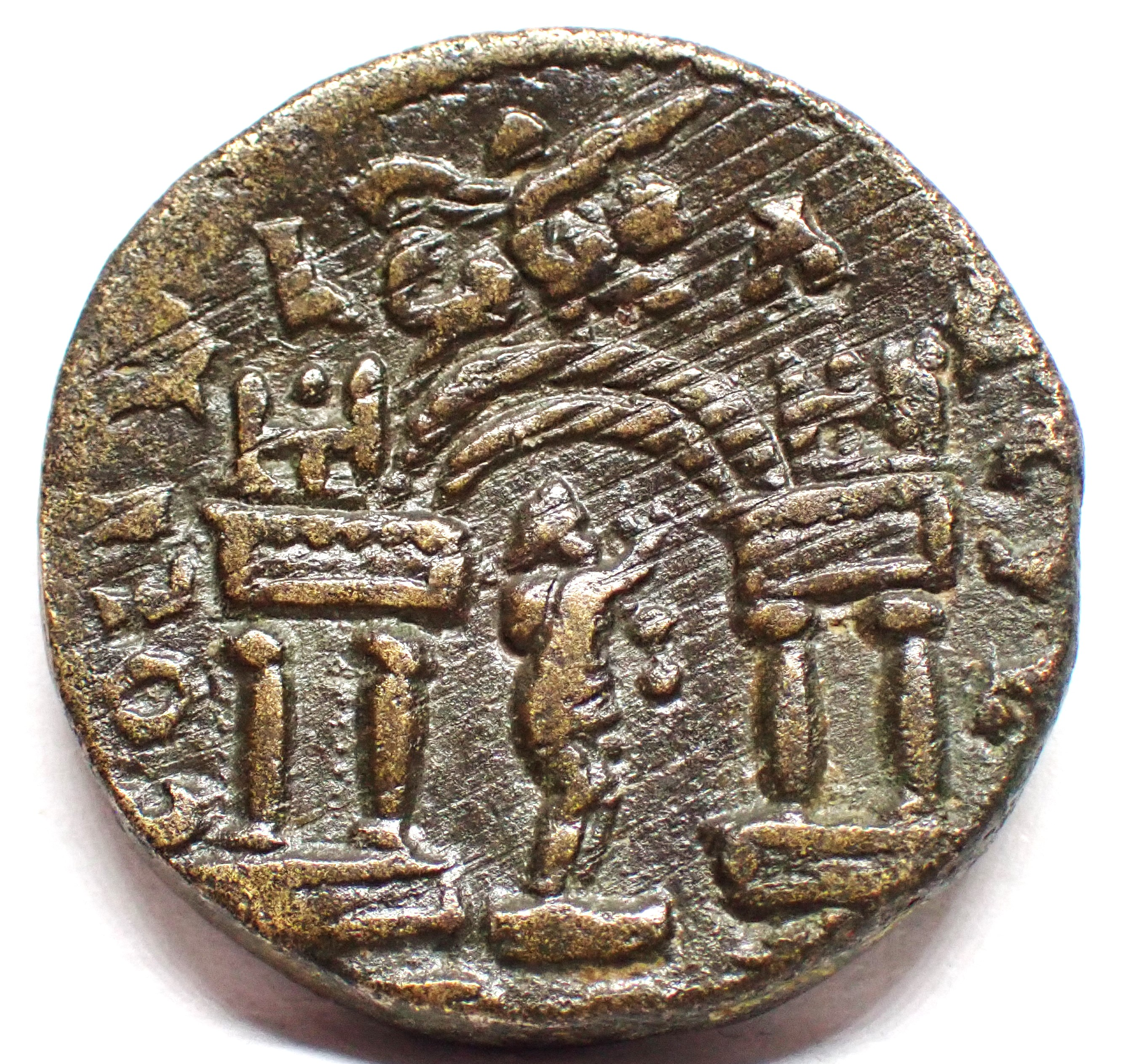
Münze aus Berytus z. Zt. Elagabals mit Tempel und Silenus in der Mitte
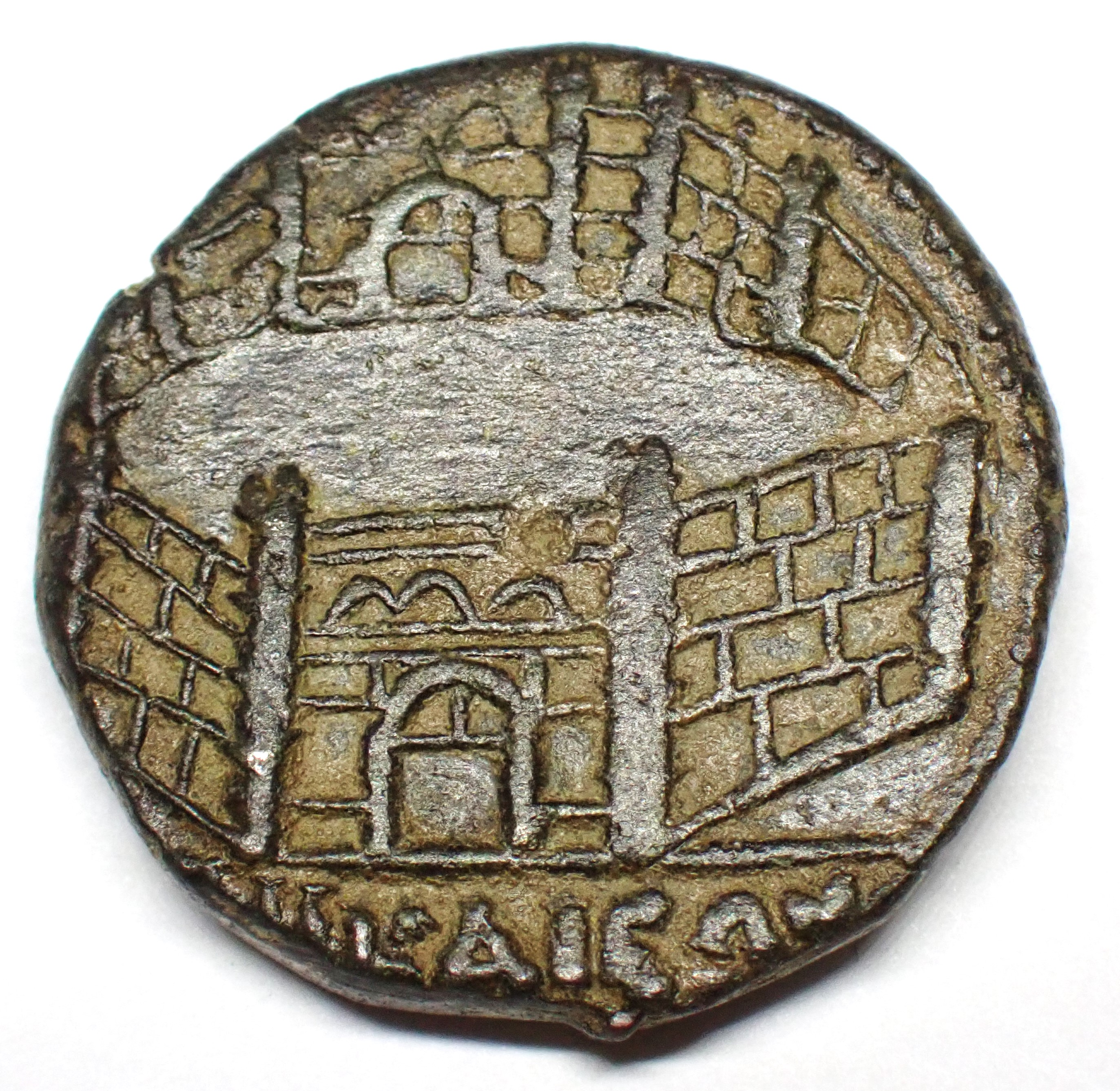
Bronzemünze aus Nicea zur Zeit des Usurpators Macrianus Minor (260–261 n. Chr.), mit Stadtmauer, Sear 4730
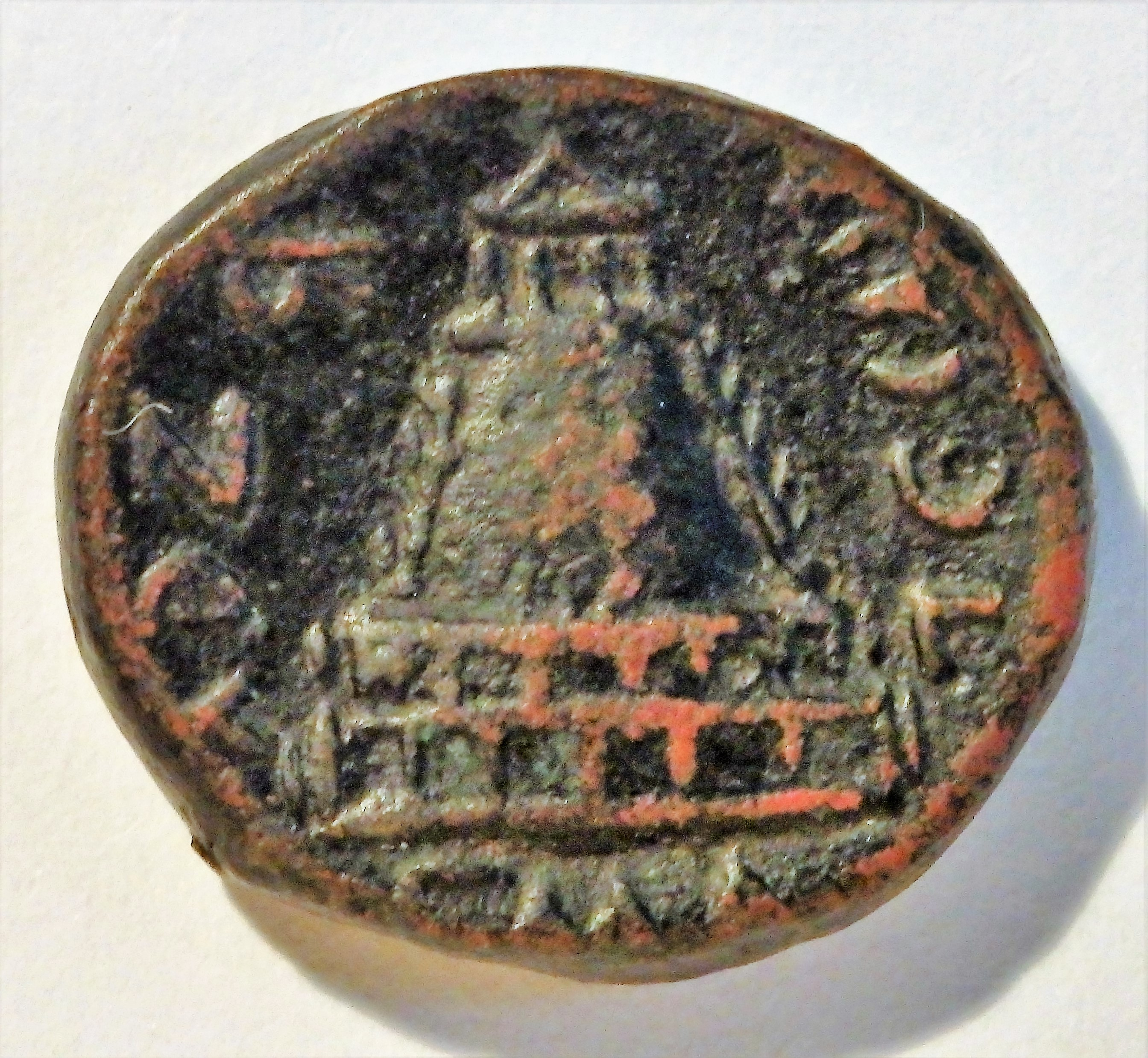
Tempel auf Berg, Zeugma (Stadt) zur Zeit des Antoninus Pius
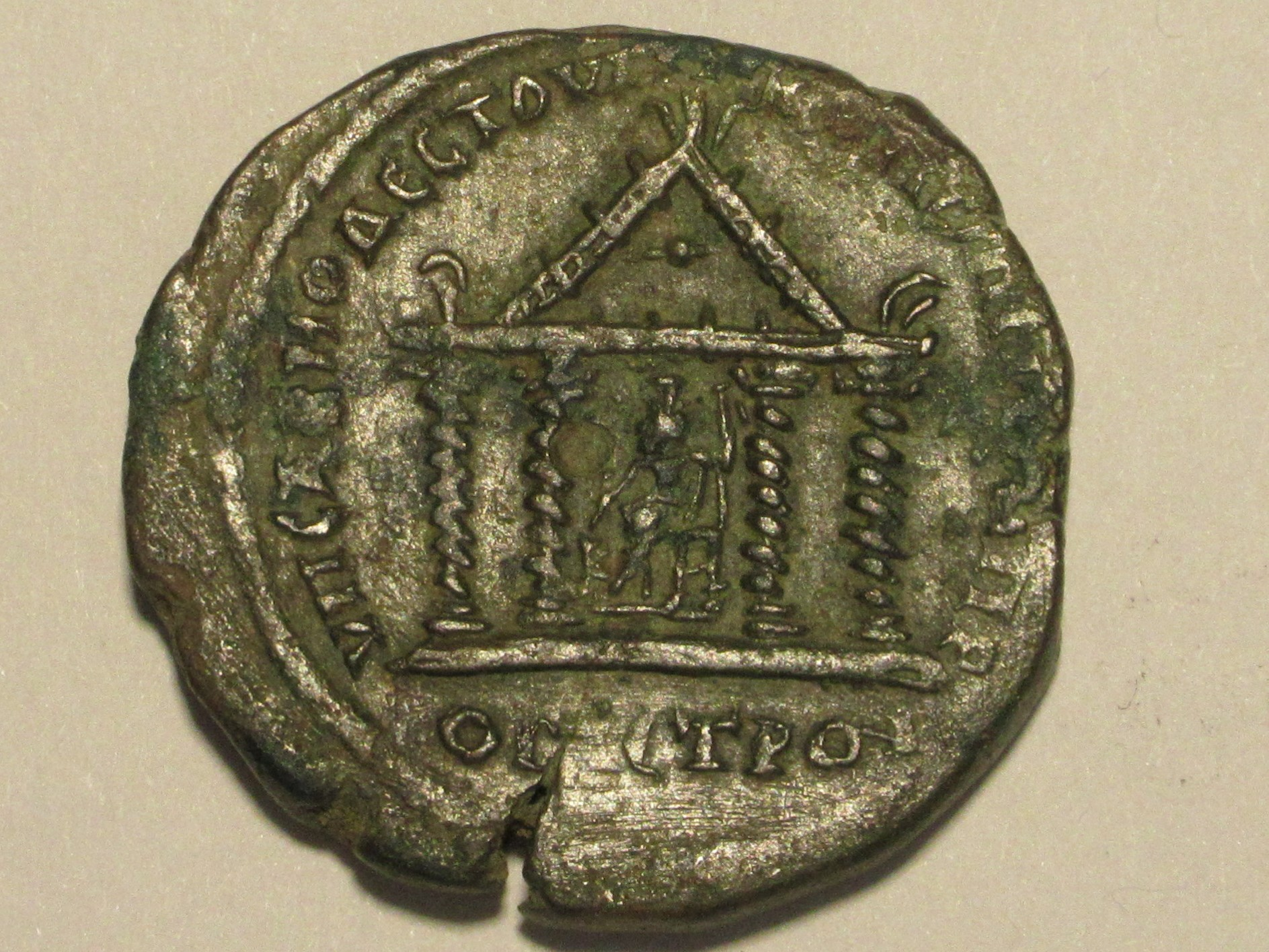
Serapistempel Marcianopolis zur Zeit Gordians III.
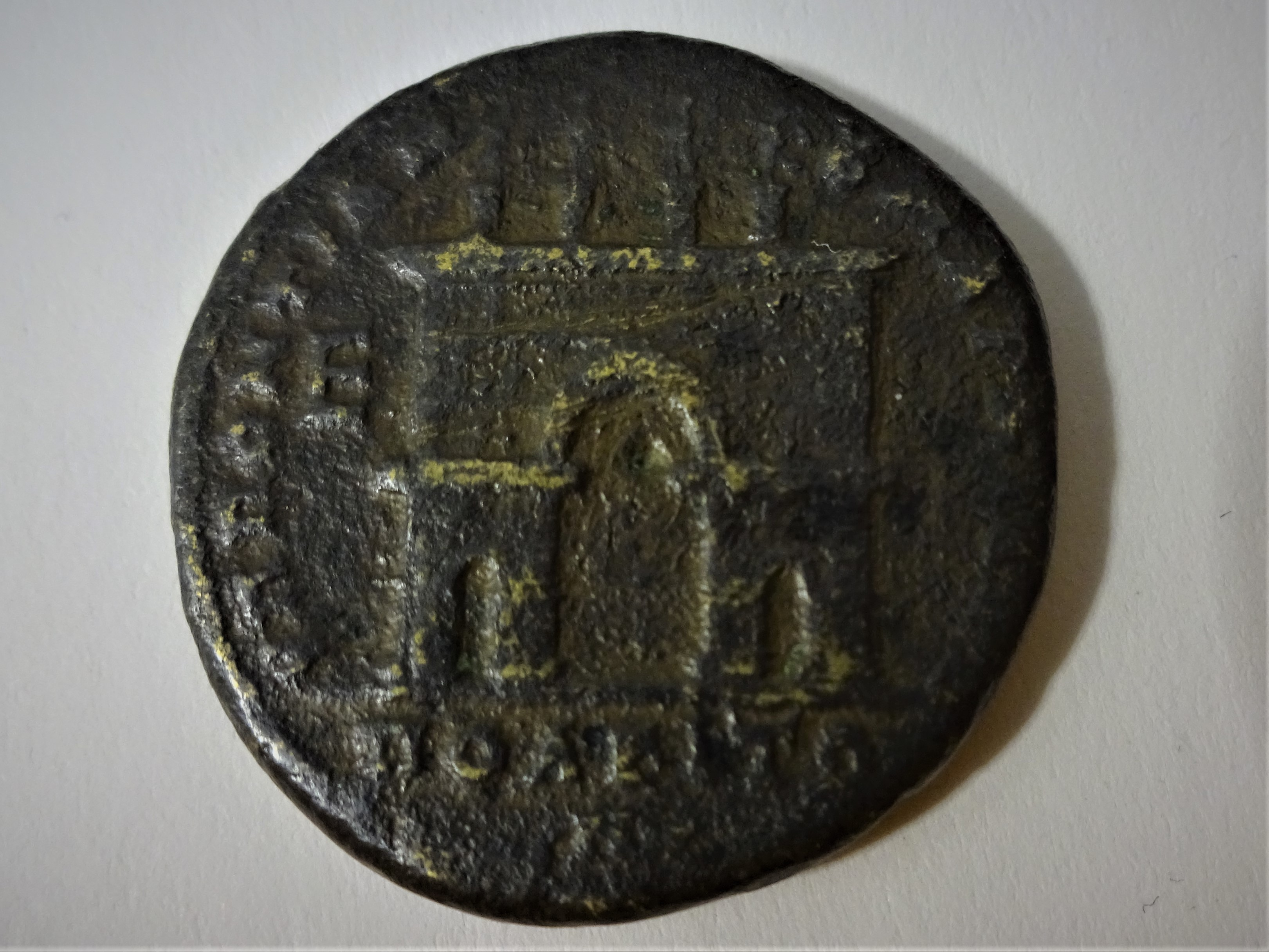
Stadttor Marcianopolis zur Zeit von Macrinus und Diadumenianus
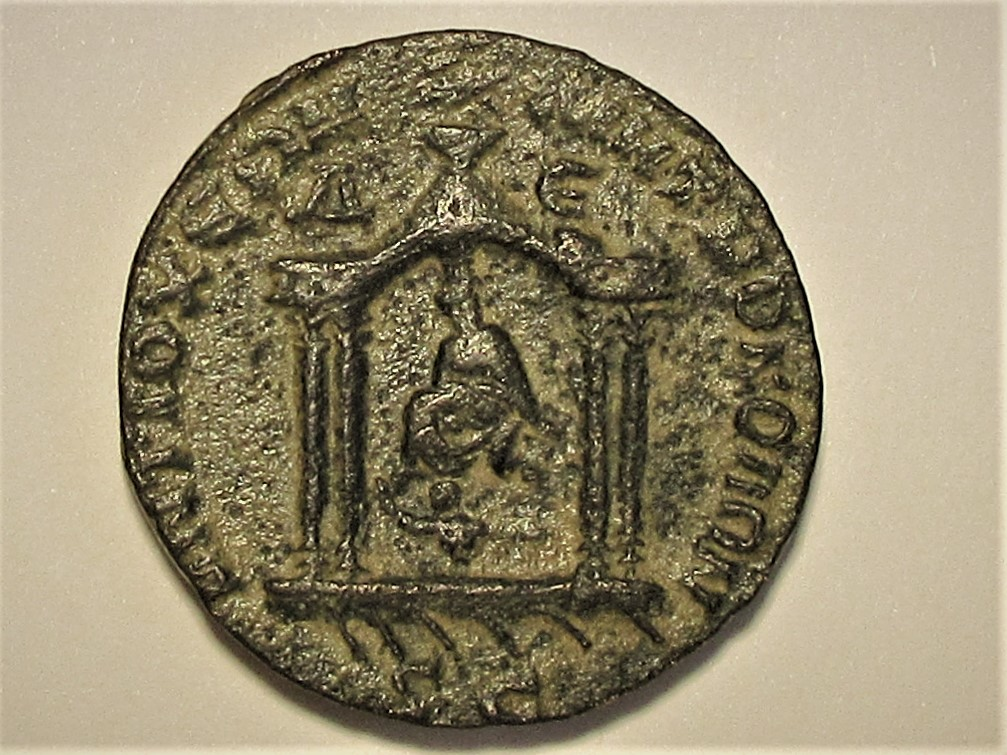
Tychetempel Antiochia am Orontes zur Zeit des Volusianus